# امیر صدیقی
امیر صدیقی (متولد ۲۵ تیر ۱۳۷۲ ورامین) با ۲٫۰۲ سانتی‌متر قد بازیکن فوروارد، پست ۳ و عضو تیم ملی بسکتبال ایران در رده‌های پایه و مسابقات کاپ آسیا ۲۰۱۲ توکیو و تیم باشگاهی شهرداری گرگان می‌باشد . وی در سال ۱۳۸۷ به اردوی تیم ملی دانش آموزی دعوت شده بود که به علت مصدومیت از مسابقات ترکیه جا ماند، اما دعوتِ تیم ملی نوجوانان از او، وی را از فروردین سال ۱۳۸۸ اردونشین تیم ملی نمود و پس از اردویِ تدارکاتی تایلند در تیر ماه به مسابقات آسیایی سنگاپور اعزام و با کسب عنوان نائِب قهرمانی، مدال نقره را بر گردن آویخت. صدیقی سابقه حضور در تیم مهرام تهران را نیز دارا می‌باشد.
در سال ۱۳۹۸ همراهِ تیم شهرداری گرگان به مقام نائب قهرمانی لیگ برتر بسکتبال ایران رسید.